# Prix Hubert-Reeves (prix scientifique)
Ne doit pas être confondu avec Prix Hubert-Reeves (prix littéraire).
Pour un article plus général, voir Prix du Québec.
 (novembre 2022).
Le prix Hubert-Reeves, anciennement, prix Relève scientifique, est l’un des Prix du Québec décernés annuellement par le gouvernement du Québec. Il est attribué à une personne de 40 ans ou moins pour l'excellence de ses travaux de recherche et ses aptitudes au rayonnement de sa discipline. Le prix Relève scientifique a été renommé prix Hubert-Reeves en 2023 pour honorer la mémoire d'Hubert-Reeves.

## Description du prix
Toutes les disciplines scientifiques sont reconnus par ce prix.
Les critères d’admissibilité au prix sont :
- le candidat doit être citoyen canadien et vivre ou avoir vécu au Québec ;
- une personne ne peut recevoir deux fois le même prix, mais elle peut en recevoir plus d'un la même année ;
- un prix ne peut être attribué à plusieurs personnes à moins que ces personnes participent à des réalisations conjointes ;
- un prix ne peut être attribué à titre posthume.

Le prix :
- une bourse non imposable de 10 000 $ ;
- une médaille en argent réalisée par un artiste québécois ;
- un parchemin calligraphié et un bouton de revers portant le symbole des Prix du Québec ;
- une pièce de joaillerie exclusive aux lauréates et aux lauréats ;
- un hommage public aux lauréats et aux lauréates par le gouvernement du Québec au cours d'une cérémonie officielle.

## Lauréats et lauréates
- 2017 : Miriam Beauchamp
- 2018 : Jérôme Dupras
- 2019 : Maxime Descoteaux
- 2020 : Valérie Langlois
- 2021 : Céline Vaneeckhaute
- 2022 : Bertrand Routy
- 2023 : Marie-France Marin
- 2024 : Noémie-Manuelle Dorval Courchesne